# مرگ کریس کرمرز و لیزان فرون
مرگ‌ کریس کرمرز و لیسان فرون (تلفظ در هلندی: [krɪs ˈkreːmərs] و [liˈzɑnə ˈfroːn])، دو دانشجوی هلندی، پس از ناپدید شدن در ۱ آوریل ۲۰۱۴ اتفاق افتاد. این دو در حال پیاده‌روی در مسیر ال پیانیستا در پاناما بودند. چند ماه بعد پس از یک جست‌وجوی گسترده، تکه‌هایی از اجسادشان پیدا شد. علت دقیق مرگ آن‌ها مشخص نشد؛ مقامات هلندی که با کارشناسان پزشکی قانونی و تیم‌های جست‌وجو و نجات همکاری می‌کردند، ابتدا فکر می‌کردند که احتمالاً این دو به طور تصادفی از صخره‌ای سقوط کرده و گم شده‌اند. شرایط و اتفاقات بعد از ناپدید شدنشان باعث شد که گمانه‌زنی‌های زیادی درباره آخرین روزهای زندگی‌شان مطرح شود.
اگرچه تئوری های زیادی در مورد اتفاقی که برای کرمرز و فرون افتاد ارائه شده است، اما هیچ دلیل رسمی برای مرگ آنها اعلام نشده است. مقامات پانامایی تحت انتقاد قرار گرفتند به دلیل اینکه گفته می‌شود در نحوه رسیدگی به ناپدید شدن این دو و پیامدهای آن کوتاهی کرده‌اند. تحقیقات بیشتر در مورد این پرونده در سال ۲۰۱۷ سؤالاتی را در مورد تحقیقات اولیه و همچنین ارتباط احتمالی با قتل های قبلی که در این منطقه اتفاق افتاده بود ایجاد کرد.

## پیش‌زمینه
کریس کرمرز (۲۱ ساله) و لیسان فرون (۲۲ ساله) هر دو در شهر آمرسفورت، واقع در استان اوترخت کشور هلند بزرگ شده بودند. کرمرز به عنوان فردی اجتماعی، خلاق و مسئولیت‌پذیر توصیف شده است، در حالی که فرون فردی باانگیزه، خوش‌بین، باهوش و علاقه‌مند به ورزش والیبال معرفی شده بود. کرمرز به‌تازگی تحصیلات خود را در رشته آموزش فرهنگی-اجتماعی با گرایش آموزش هنر در دانشگاه اوترخت به پایان رسانده بود. فرون نیز مدرک خود را در رشته روان‌شناسی کاربردی از شهر دِوِنتِر دریافت کرده بود.
تنها چند هفته پیش از سفر به پاناما، فرون به اتاق خوابگاهی کرمرز در آمرسفورت نقل مکان کرده بود و آن‌ها با یکدیگر در کافه/رستورانی به نام In den Kleinen Hap کار می‌کردند. آن‌ها به مدت شش ماه برای این سفر پول پس‌انداز کرده بودند و برنامه داشتند سفری خاص به پاناما داشته باشند؛ با هدف یادگیری زبان اسپانیایی و انجام کارهای مفید برای مردم محلی، به‌ویژه داوطلبی برای کمک به کودکان. این سفر همچنین قرار بود هدیه فارغ‌التحصیلی برای فرون باشد.

## ناپدید شدن
کریس کرمرز و لیسان فرون در تاریخ ۱۵ مارس ۲۰۱۴ وارد پاناما شدند. آن‌ها به‌مدت دو هفته در این کشور گردش کردند و در تاریخ ۲۹ مارس وارد شهر بوکِته در استان چیریکی شدند تا به‌مدت یک ماه با یک خانواده محلی زندگی کرده و در قالب فعالیت داوطلبانه با کودکان همکاری کنند. در تاریخ ۱ آوریل حدود ساعت ۱۱ صبح، آن‌ها برای کوهنوردی در جنگل‌های مه‌آلود اطراف آتشفشان بارو، در مسیر کوه‌پیمایی معروف به اِل پیانیستا که در نزدیکی بوکته قرار دارد، راهی شدند. برخی منابع گزارش داده‌اند که آن‌ها سگی متعلق به صاحبان رستوران اِل پیانیستا را نیز با خود همراه برده بودند. همچنین در فیس‌بوک نوشته بودند که قصد دارند اطراف بوکته قدم بزنند. گزارش‌هایی نیز وجود دارد مبنی بر اینکه آن‌ها پیش از شروع مسیر، همراه با دو مرد جوان هلندی، ناهار زودهنگام(چاشت) صرف کرده بودند.
برخی منابع عنوان کرده‌اند که صاحبان رستوران زمانی که سگ بدون کرمرز و فرون به خانه بازگشت، نگران شدند. از آن روز، پیامک‌هایی که هر دو دختر به‌طور روزانه برای خانواده‌هایشان می‌فرستادند، قطع شد. صبح روز ۲ آوریل، آن‌ها در قرار ملاقات خود با یک راهنمای محلی حاضر نشدند. در تاریخ ۶ آوریل، والدین آن‌ها به همراه نیروهای پلیس، سگ‌های زنده‌یاب، و کارآگاهانی از هلند وارد پاناما شدند تا جست‌وجویی گسترده به مدت ده روز در جنگل‌ها انجام دهند. خانواده‌ها همچنین مبلغ ۳۰٬۰۰۰ دلار آمریکا به عنوان جایزه برای هرگونه اطلاعاتی که به یافتن محل اختفای کرمرز و فرون منتهی شود، تعیین کردند.

## کشف کوله پشتی
در ۱۴ ژوئن، حدود ده هفته پس از ناپدید شدن کریس کرمرز و لیزان فرون، یکی از ساکنان محلی روستای آلتو رومرو در استان بوکاس دل تورو، با پلیس تماس گرفت. او مدعی شد که در حاشیهٔ رودخانه‌ای نزدیک محل زندگی‌اش، کوله‌پشتی آبی‌رنگی پیدا کرده است. کوله‌پشتی که بعدها مشخص شد متعلق به لیزان فرون بوده، تقریباً دست‌نخورده باقی مانده بود؛ بدون هیچ آسیب مشهودی و در وضعیتی عجیب سالم، آن‌هم در منطقه‌ای مرطوب و جنگلی. در داخل آن، وسایلی شخصی یافت شد: دو عینک آفتابی، ۸۸ دلار پول نقد، کارت بیمهٔ فرون، یک بطری آب، دوربین دیجیتال او، دو سینه‌بند، و مهم‌تر از همه، تلفن‌های همراه هر دو زن؛ هر دو تلفن در وضعیت خوب و بدون نشانه‌ای از خراب‌شدن یا قرار گرفتن در معرض باران یا آب.
اما نکتهٔ مهم‌تر، اطلاعاتی بود که از این تلفن‌ها به دست آمد. داده‌های ثبت‌شده در آن‌ها نشان می‌داد که حدود شش ساعت پس از آغاز مسیر پیاده‌روی، تلاشی برای تماس با شماره‌های اضطراری انجام شده است: نخست از طریق آیفون ۴ کریس کرمرز در ساعت ۱۶:۳۹ و سپس از طریق گوشی سامسونگ گلکسی اس۳ لیزان فرون در ساعت ۱۶:۵۱. شماره‌های شماره‌گیری‌شده ۱۱۲ و ۹۱۱ بودند؛ هر دو از شماره‌های اضطراری معتبر در پاناما. با این حال، هیچ‌یک از تماس‌ها به‌دلیل نبود سیگنال تلفن همراه موفقیت‌آمیز نبودند. تلاش برای برقراری تماس، طبق داده‌های تلفن‌ها، در روزهای بعد نیز ادامه داشته، اما هیچ‌گاه پاسخی دریافت نشده است.
بر اساس اطلاعات استخراج‌شده از تلفن‌های همراه، در چهارم آوریل، باتری گوشی لیزان فرون اندکی پس از ساعت ۵ صبح به‌طور کامل خالی شد و پس از آن دیگر هرگز روشن یا استفاده نشد. در مقابل، آیفون کریس کرمرز تا چند روز دیگر گه‌گاه روشن می‌شد، اما تلاشی برای تماس گرفتن ثبت نشده است؛ به‌نظر می‌رسد هدف صرفاً پیدا کردن مکان مناسب برای آنتن دهی بوده باشد. بین پنجم تا یازدهم آوریل، آیفون چندین بار روشن شد، اما هیچ‌گاه رمز عبور (پین) آن به‌درستی وارد نشد. یا اصلاً رمزی وارد نشده، یا کد اشتباهی امتحان شده بود. این مسئله پرسش‌هایی مهم را مطرح کرد: آیا کسی غیر از صاحب تلفن در حال استفاده از آن بوده؟ یا این‌که خود کرمرز، به‌دلایلی نامشخص، دیگر قادر به وارد کردن رمز صحیح نبوده است؟
آخرین بار، آیفون در تاریخ ۱۱ آوریل در ساعت ۱۰:۵۱ صبح روشن شد و حدود یک ساعت بعد، در ساعت ۱۱:۵۶، برای همیشه خاموش شد.
| تاریخ و تماس | آیفون ۴ (کرمرز) | سامسونگ گلگسی اس۳ (فرون) |
| ------------ | --- | --- |
| ۱ آوریل ۲۰۱۴ | ۱۶:۳۹ – اولین تلاش برای برقراری تماس (۱۱۲)                                                                                               | ۱۶:۵۱ – اولین تلاش برای برقراری تماس (۱۱۲) |
| ۲ آوریل      | ۰۸:۱۴ – دومین تلاش برای برقراری تماس (۱۱۲)                                                                                               | ۰۶:۵۸ – دومین تلاش برای برقراری تماس (۱۱۲) ۱۰:۵۲ – سومین تلاش برای برقراری تماس (۹۱۱ و ۱۱۲) ۱۳:۵۰ – اولین چک کردن سیگنال اطلاعات تایید نشده: چهارمین تلاش برای برقراری تماس (۱۱۲ و ۹۱۱) با اتصال کوتاه مدت به GSM ۱۶:۱۹ – دومین بررسی سیگنال؛ تلفن تمام شب روشن است. |
| ۳ آوریل      | ۰۹:۳۲ – سومین تلاش برای برقراری تماس (۹۱۱) ۱۱:۴۷ – اولین بررسی سیگنال ۱۵:۵۹ – دومین بررسی سیگنال                                         | ۰۷:۳۶ – تلفن خاموش است. |
| ۴ آوریل      | ۱۰:۱۶ – سومین بررسی سیگنال ۱۳:۴۲ – چهارمین بررسی سیگنال                                                                                  | ۰۴:۵۰ – سومین بررسی سیگنال ۰۵:۰۰ – چهارمین بررسی سیگنال؛ باتری خالی است؛ دیگر هیچ فعالیتی انجام نمی‌شود. |
| ۵ آوریل      | ۱۰:۵۰ – پنجمین بررسی سیگنال ۱۳:۳۷ – ششمین بررسی سیگنال (بدون وارد کردن پین)                                                              | — |
| ۶ آوریل      | ۱۰:۲۶ – هفتمین بررسی سیگنال (بدون وارد کردن پین) ۱۳:۳۷ – هشتمین بررسی سیگنال (بدون وارد کردن پین)                                        | — |
| ۱۱ آوریل     | ۱۰:۵۱ – نهمین بررسی سیگنال (بدون وارد کردن پین) ۱۱:۵۶ – بعد از ساعت ۱:۰۵ خاموش شد؛ دیگر هیچ فعالیتی انجام نشد؛ ۲۲٪ باتری باقی مانده است. | — |

دوربین کانن متعلق به لیزان فرون حاوی تصاویری بود که مربوط به اول آوریل می‌شد. این عکس‌ها نشان می‌دادند که دو دختر مسیر خود را از نقطه‌ای مشرف به خط‌الرأس قاره‌ای (Continental Divide) آغاز کرده و سپس وارد نواحی جنگلی و ناشناخته‌ای شده‌اند یعنی حدودا چند ساعت پیش از نخستین تلاش‌شان برای تماس اضطراری. با این حال، در تصاویر هیچ نشانه‌ای از خطر یا وضعیت غیرعادی دیده نمی‌شد. اما بخش مرموز ماجرا مربوط به هشتم آوریل است: در آن شب، بین ساعت ۱ تا ۴ بامداد، ۹۰ عکس با فلاش گرفته شده بود؛ آن‌هم ظاهراً در عمق جنگل و در تاریکی تقریباً مطلق. برخی از این تصاویر نشان می‌دادند که ممکن است آن‌ها در نزدیکی رودخانه یا دره‌ای بوده باشند. در عکس‌هایی دیگر، شاخهٔ چوبی دیده می‌شود که کیسه‌های پلاستیکی روی آن قرار گرفته‌اند؛ در تصویری جداگانه، بند یک کوله‌پشتی و آینه‌ای روی تخته‌سنگی دیده می‌شود، و در یکی از عکس‌ها، پشت سر کریس کرمرز مشخص است. کاربرد این عکس‌ها هنوز روشن نیست: آیا برای جلب توجه امدادگران گرفته شده‌اند؟ ثبت موقعیت؟ یا تلاشی برای راه‌یابی در تاریکی؟ پاسخ‌ها همچنان در هاله‌ای از ابهام باقی مانده‌اند.

## کشف بقایا
کشف کوله‌پشتی باعث شد جست‌وجوها به مسیر رودخانهٔ کولوبر معطوف شود. در جریان این عملیات، شلوار جین کریس کرمرز در بالای یک صخره، در سوی دیگر یکی از شاخه‌های فرعی رودخانه، در چند کیلومتری محل یافت‌شدن کوله‌پشتی پیدا شد. شایعاتی در آن زمان منتشر شد مبنی بر این‌که شلوار در حالت بسته و تاخورده قرار داشته، اما تصاویری که در سال ۲۰۲۱ منتشر شد، این ادعا را رد کردند: شلوار نه تاخورده بود، نه مرتب گذاشته شده بود. دو ماه بعد، در محلی نزدیک‌تر به محل کشف کوله‌پشتی، یک لگن خاصره و چکمه‌ای که پایی درون آن بود پیدا شد. در ادامه، دست‌کم ۳۳ قطعه استخوان، به‌صورت پراکنده در امتداد همان رودخانه، کشف شد. آزمایش‌های دی‌ان‌ای تأیید کردند که این بقایا متعلق به کریس کرمرز و لیزان فرون هستند. استخوان‌های فرون هنوز اندکی پوست به همراه داشتند، اما استخوان‌های کرمرز به‌طرز چشمگیری سفید و به‌اصطلاح «سفید‌شده» (bleached) بودند فرآیندی که می‌تواند در اثر تابش آفتاب و عوامل طبیعی اتفاق بیفتد.
در مجموع، تنها حدود ۱۰٪ از بقایای اسکلت فرون و حدود ۵٪ از بقایای کرمرز پیدا شد. با این حال، نکته‌ای که کنجکاوی کارشناسان را برانگیخت، گزارشی از سوی یک انسان‌شناس پزشکی قانونی پانامایی بود؛ او اعلام کرد که زیر ذره‌بین، هیچ‌گونه خراش، بریدگی یا نشانه‌ای، نه از منشأ طبیعی و نه انسانی بر سطح استخوان‌ها مشاهده نشده است. به گفتهٔ او: «هیچ اثری روی این استخوان‌ها دیده نمی‌شود.»